# Terezín: Hudba 1941–44
Terezín: Hudba 1941–44 je dvoj-CD s hudbou napsanou židovskými skladateli v koncentračním táboře Terezín během druhé světové války.

## Námět
CD obsahuje hudbu autorů Pavla Haase, Gideona Kleina, Hanse Krásy a Viktora Ullmanna. Haas, Krása a Ullmann byli zavražděni v koncentračním táboře Osvětim v roce 1944, Gideon Klein zahynul v koncentračním táboře Fürstengrube v roce 1945.
Dvoj-CD vydané v roce 1991 v produkci Alexandera Goldscheidera bylo první svého druhu a v dalších desetiletích ho následovaly desítky projektů a produktů s hudbou z období holokaustu.

## Obsah CD

### CD 1: Komorní hudba
"Sonáta pro klavír" (Gideon Klein)
- Klavír: Varda Nishry
  1. "Allegro con fuoco" – 5:15
  2. "Adagio" – 3:06
  3. "Allegro vivace" – 2:32

"Trio por housle, violu a violoncello" (Klein)
- Provedení: České smyčcové trio
  1. "Allegro" – 2:13
  2. "Lento – Variace na moravské lidové téma" – 7:17
  3. "Molto vivace" – 3:12

"Smyčcový kvartet č. 3" (Viktor Ullmann)
- Provedení: Kvarteto Martinů
  1. "Allegro moderato" – 4:14
  2. "Presto" – 3:26
  3. "Largo" – 2:54
  4. "Allegro vivace" – 2:22

1. "Klavírní sonáta č. 6" (Ullmann) – 12:42
  - Klavír: Emil Leichner
2. "Tanec" (Hans Krása) – 6:27
  - Provedení: České smyčcové trio

### CD 2: Písně a opera
1. "Brundibár / dětská opera ve dvou jednáních" (Krása) – 25:22
  - Provedení: Bambini di Praga a Filmový symfonický orchestr
  - sbormistr: Bohumil Kulínský
  - dirigent: Mario Klemens
  - libreto: Adolf Hoffmeister

Písně (Ullmann)
- "Mezzosoprán: Emilie Berendsen, klavír: David Bloch
  1. "Abendphantasie (Večerní fantazie)" – 4:54
  2. "Immer inmitten (Stále uprostřed)" – 2:35
  3. "Drei jiddische Lieder (Tři jidiš písně)" – 10:55
  4. "Little Cakewalk" – 1:15

Čtyři písně na čínské verše (Pavel Haas)
- Bas: Karel Průša, klavír: Jiří Pokorný
  1. "Zaslechl jsem divoké husy" – 2:19
  2. "V bambusovém háji" – 2:09
  3. "Daleko měsíc je domova" – 4:44
  4. "Probdělá noc" – 3:14